# Marco Antônio
Marco Antônio Feliciano (* 6. únor 1951, Santos) je bývalý brazilský fotbalista. Hrával na pozici obránce.
S brazilskou fotbalovou reprezentací vyhrál mistrovství světa roku 1970, na šampionátu nastoupil ve dvou utkáních. Hrál též na Mistrovství světa roku 1974, kde Brazilci skončili čtvrtí. Brazílii reprezentoval v 38 zápasech.
Celou kariéru strávil v brazilských soutěžích. S Fluminense se roku 1970 stal mistrem Brazílie. Hrál též za AD Portuguesa, CR Vasco da Gama, Bangu AC a Botafogo FR.